# Ян Альберт Ваза
Ян Альберт Ваза (пол. Jan Albert Waza; 25 червня 1612, Варшава — 29 грудня 1634, Падуя, Венеційська республіка) — принц Речі Посполитої з династії Ваза, кардинал, єпископ Краківський, князь-єпископ Ермланда, князь Священної римської імперії, сенатор Речі Посполитої.

## Біографія
Ян Альберт був сином короля Польщі і великого князя Литовського Сигізмунда III Вази і його дружини, ерцгерцогині Констанції Габсбург. Старшим братом Яна Альберта був польський король Ян II Казимир, молодшим — єпископ Карл Фердинанд Ваза.
У 1621 році, у віці 9-ти років, після смерті єпископа Симона Рудницького, Ян Альберт стає князем-єпископом Ермланда (Вармії), 20 жовтня 1632 — князем-єпископом Краківським, і займає обидва ці пости до 1633 року. Освіту здобув у школі єзуїтів. На його особисті кошти у місті Фромборк був зведений кафедральний собор, і для його служителів закуплені священні шати. У 1633 Ян Альберт зводиться в сан кардинала римським папою Урбаном VIII.
Помер у Падуї, під час виконання дипломатичної місії, з якою Ян Альберт був відправлений до Італії братом, польським королем Владиславом IV, захворівши віспою.